# Mayriella spinosior
Mayriella spinosior är en myrart som beskrevs av Wheeler 1935. Mayriella spinosior ingår i släktet Mayriella och familjen myror. Inga underarter finns listade i Catalogue of Life.

## Bildgalleri

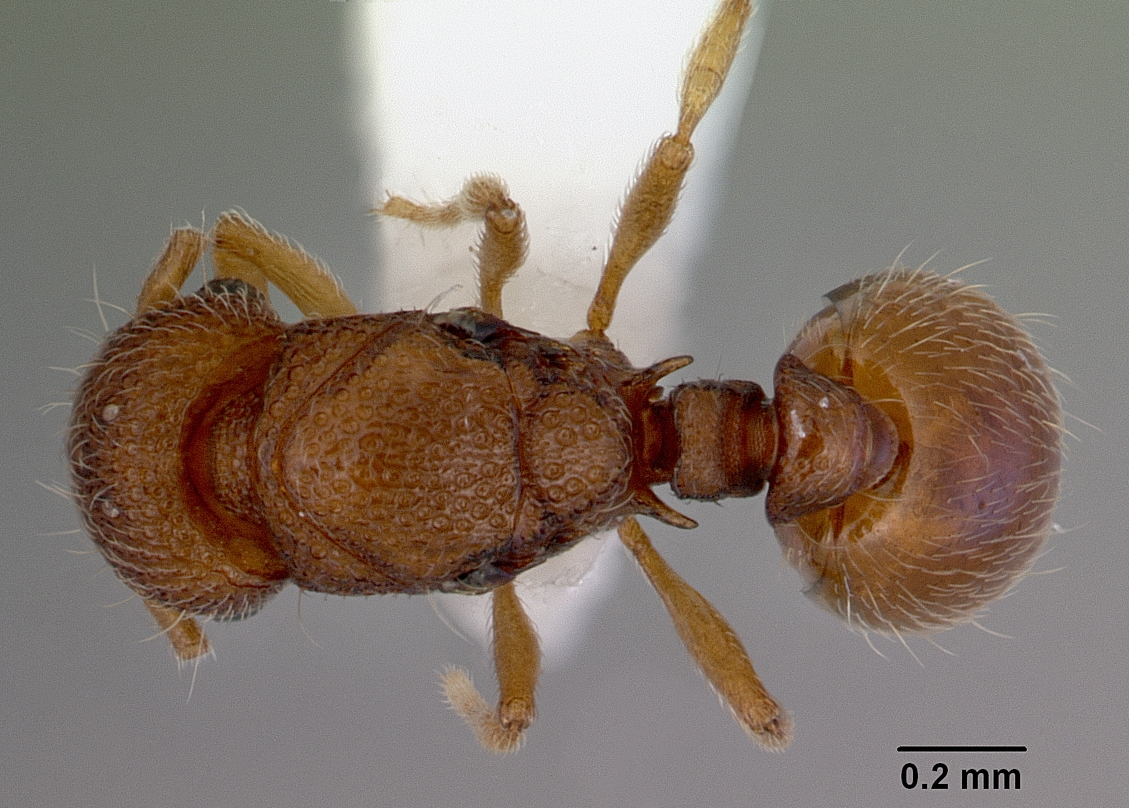
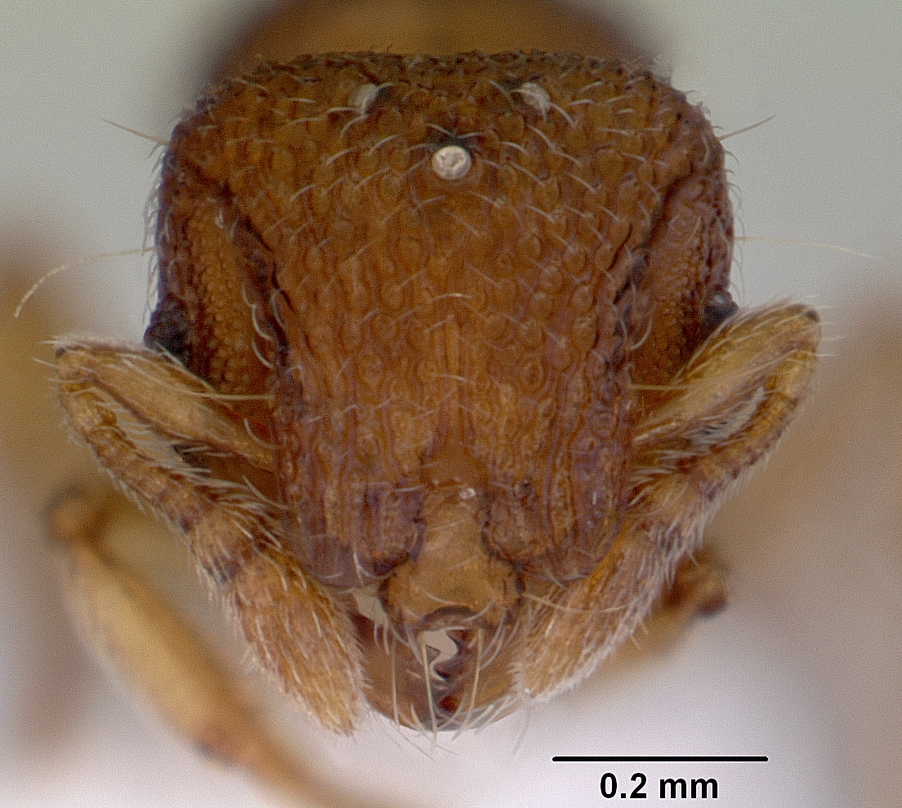
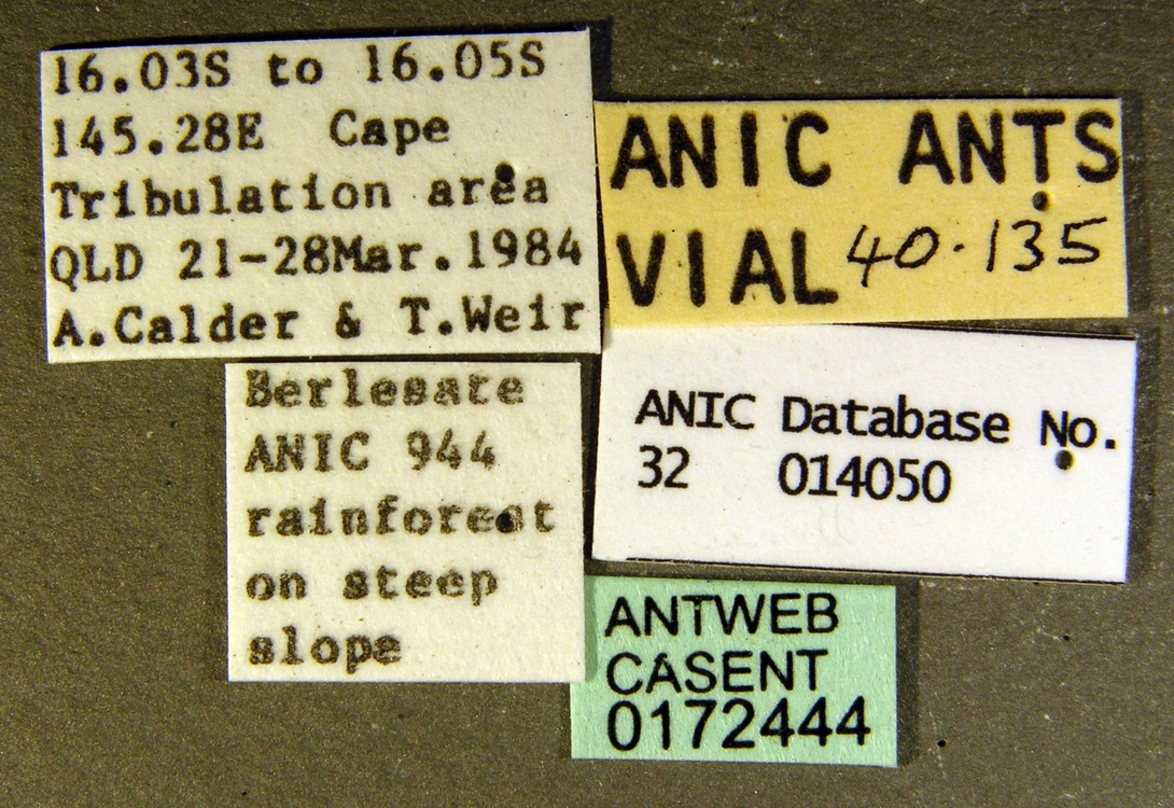
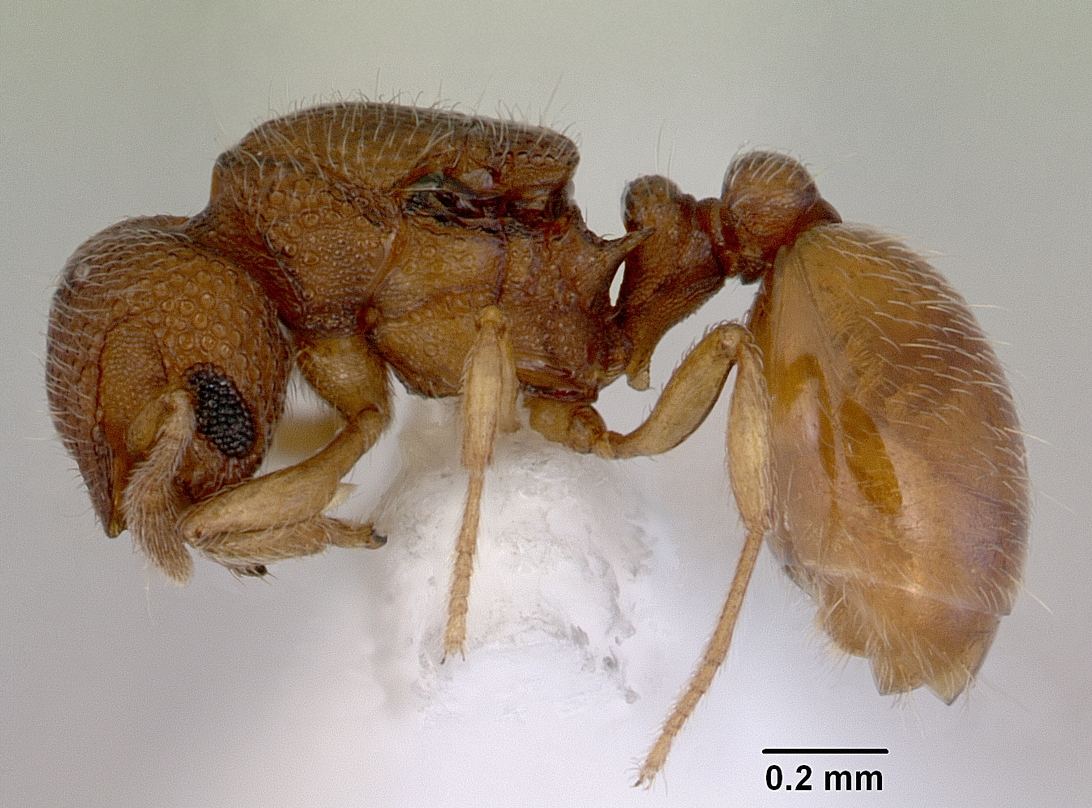
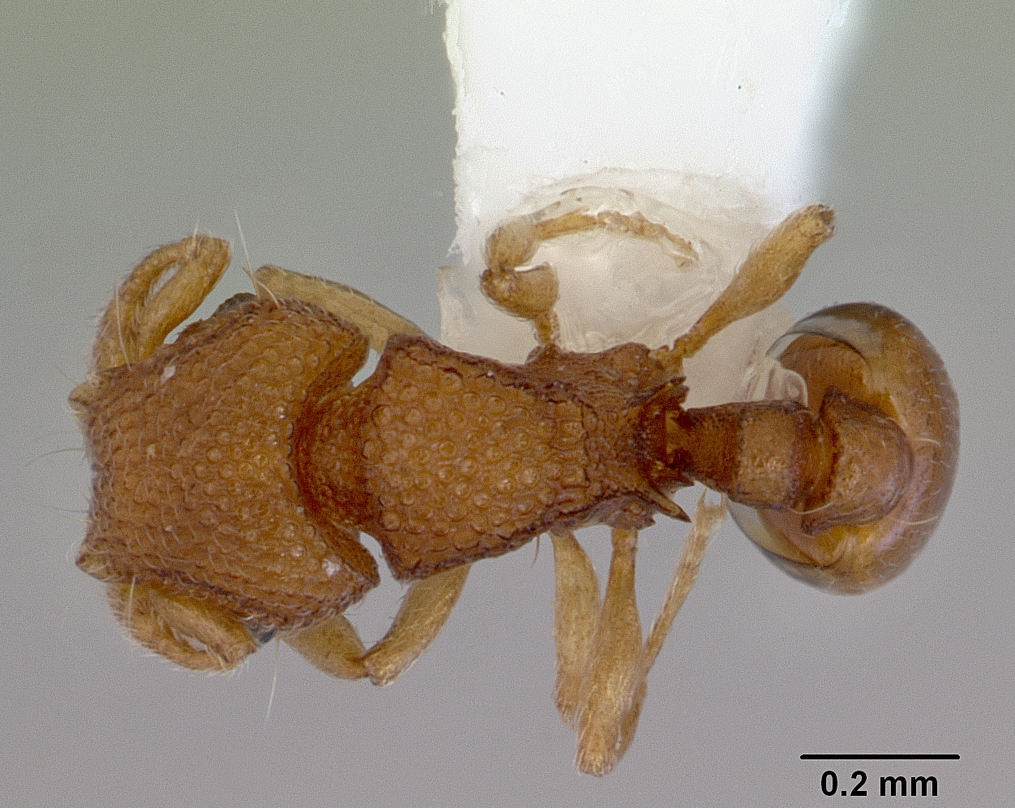
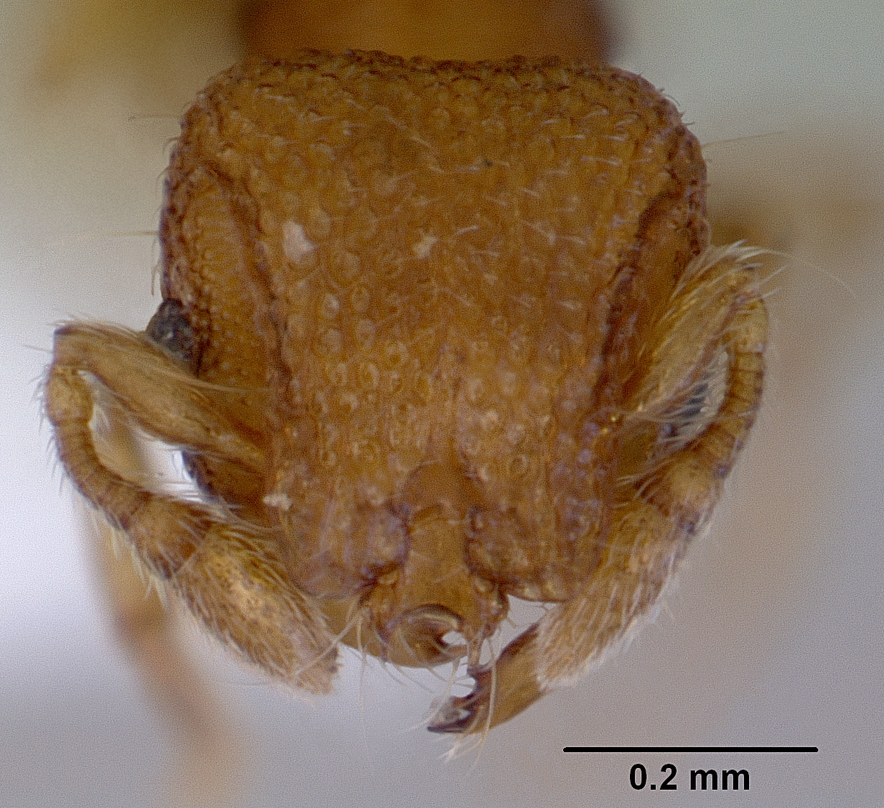